# دانشگاه بجنورد
دانشگاه بجنورد، یک دانشگاه دولتی در شهر بجنورد می‌باشد که در سال ۱۳۸۴ تأسیس شد. هم‌اکنون بیش از ۳۰۰ نفر عضو هیئت علمی و حدود ۱۲٠٠٠ دانشجو در این دانشگاه مشغول به پژوهش و  تحصیل هستند. این مرکز آموزش عالی به‌عنوان دانشگاه اصلی استان خراسان شمالی قلمداد می‌شود.

## دانشکده ها[۶]

### دانشکده فنی و مهندسی
- گروه مهندسی نقشه‌برداری
- گروه مهندسی برق
- گروه مهندسی کامپیوتر
- گروه مهندسی مکانیک
- گروه مهندسی صنایع
- گروه مهندسی شیمی
- گروه مهندسی عمران

### دانشکده هنر
- گروه مهندسی معماری
- گروه مهندسی شهرسازی
- گروه صنایع دستی
- گروه ارتباط تصویری
- گروه فرش
- گروه موسیقی

### دانشکده علوم پایه
- گروه ریاضی
- گروه آمار
- گروه علوم کامپیوتر
- گروه فیزیک

### دانشکده علوم انسانی
- گروه مدیریت
- گروه حسابداری
- گروه زبان انگلیسی
- گروه حقوق
- گروه علوم سیاسی
- گروه مشاوره
- گروه روانشناسی و علوم تربیتی
- گروه تربیت بدنی
- گروه اقتصاد
- گروه ادبیات فارسی و زبان‌های خارجی
- گروه زبان روسی

### دانشکده کشاورزی شیروان
این دانشکده در سال 1362 توسط مجوز شورای بازگشایی و نوگشایی وزارت فرهنگ و آموزش عالی در جلسه مورخ 1362/02/24 رای کمیته تخصصی کشاورزی دفتر گسترش دانشگاهها و موسسات آموزش عالی آن وزارت و طی ابلاغ به شماره 34/885/5166 مورخ 1362/03/09، مجوز فعالیت گرفت و زیر نظر دانشگاه فردوسی مشهد با نام دانشکده کشاورزی و منابع طبیعی شیروان تا سال 1391 به فعالیت خود را ادامه داد.
تا اینکه در سال 1392 با موافقت شورای گسترش آموزش عالی وزارت علوم، تحقیقات و فناوری با موافقت اصولی به مجتمع آموزش عالی شیروان ارتقاء یافت؛ اما با گذشت چند سال و عدم احراز شرایط ارتقا در جهت تبدیل موافقت اصولی به موافقت قطعی ارتقاء آن به مجتمع لغو و به دانشکده کشاورزی شیروان تنزل پیدا کرد. 
در سال 1400 طی برنامه ساماندهی آموزش عالی و طرح الحاق به دانشگاه های مادر استان مطابق مصوبه شماره ۱۴۰۰/۶۲۰۶/دش شورای عالی انقلاب فرهنگی به دانشگاه بجنورد پیوست و از مهر 1400 تا کنون تحت نام دانشگاه بجنورد از طریق سازمان سنجش آموزش کشور دانشجو می پذیرد.
این دانشکده در مجموع دارای
- گروه باغبانی و مهندسی فضای سبز
- گروه علوم دامی
- گروه مهندسی طبیعت
- گروه مهندسی تولید و ژنتیک گیاهی
- گروه گیاه پزشکی

می باشد.

## مراکز وابسته
- نهاد نمایندگی مقام معظم رهبری در دانشگاه بجنورد
- مرکز مشاوره و خدمات روانشناسی
- انجمن علمی شهرسازی دانشگاه بجنورد
- دفتر بسیج
- انجمن اسلامی دانشجویان
- کانون کارآفرینی

## افتخارات
رتبه برتر مرکز مشاوره: به گزارش روابط عمومی دانشگاه بجنورد، مرکز مشاوره دانشجویی این دانشگاه، در سی‌و‌دومین گردهمایی سالیانه رؤسا و کارشناسان مراکز مشاوره دانشگاه‌های سراسر کشور، برای چهارمین سال متوالی، حائز رتبه برتر گردید. 
بنابراین گزارش، ارزیابی انجام شده در زمینه  ارائه خدمات مرتبط با سلامت روانی و اجتماعی دانشجویان در ایام کرونا در سال ۱۳۹۹ بوده و نشان ویژه «حامی» از طرف دفتر مشاوره و سلامت وزارت علوم، تحقیقات و فناوری به این مرکز اهدا گردید.
اعضای انجمن علمی شهرسازی این دانشگاه موفق به انتشار بیشترین محتوا در موضوع دفاع از وضعیت اجتماعی در حوزه‌ی شهری داشته باشند و دبیر انجمن شهرسازی این دانشگاه دبیر تحریریه‌ی کشوری نشریه سروین نیز بود که در عرض یک ماه ۱۱۰۰۰ بازدید کاغذی و دانلود الکترونیک داشت که خود موفقیت بزرگی در عرصه‌ی رسانه‌ای دانشجویی بود. نشریه‌ی سروین نشریه اتحادیه انجمن های شهرسازی، مرمت و معماری سراسر ایران است. همچنین این انجمن تلاش برای گفتمان سازی و مکتب گرایی را در دستور کار قرار داد و باعث شد که انجمن‌های علمی فعالیت خود را متمرکز کنند

## شرکای علمی
- دانشگاه فردوسی
- دانشگاه شهید بهشتی
- دانشگاه تهران
- دانشگاه پیام نور(همه مراکز)
- موسسه آموزش عالی اشراق

## خدمات
- خوابگاه پسران
- خوابگاه دختران
- خوابگاه متاهلین
- مهد کودک
- استخر
- پارکینگ
- مرکز بهداشت
- بانک
- مرکز خرید
- سالن ورزشی
- کتابخانه
- مسجد
- تغذیه و رستوران